# 無神論の歴史
本項目では、無神論の歴史について記述する。無神論に相当する西洋語（英語: atheism、スペイン語: ateísmoなど）は、古代ギリシア語ἄθεος「神を信じない、不信心な、神を否定する」に由来して16世紀に生まれた。近代でも18世紀までは積極的無神論を公に認めることは困難であったが、無神論的な思想・信仰やその社会的な影響は現在も続いている。
率直に神的な存在など全く存在しないと考える思想は有神論と同じだけ古い(そして、神が存在しないという考えは一神教や単一神教と同じだけ古い)。哲学的無神論思想は紀元前6~5世紀からヨーロッパ・アジアで起こってきた。
ウィル・ドゥーランの説明によれば、確認されている限りではアフリカのピグミーは祭儀・儀式に相当するものを一切持たないという。彼らの間ではトーテム、神、霊魂といったものが一切確認できない。彼らが死んで埋葬されるときには何らの儀式も行われないし副葬品を伴ったり、死に特別な関心が払われることもない。また、旅行家の報告によれば、彼らは単純な迷信すら欠いていると思われる。スリランカのヴェッダ人は神が存在する可能性があることは認めるが、それ以上に神がいるともいないとも言わない。いかなる形式の祈りも供物もささげられることがない。

## インド哲学
極東においては、インドのジャイナ教、仏教、ヒンドゥー教のある宗派、そして中国の道教にみられるように、神論を中心としないような観想的生活が紀元前6世紀に始まった。
これらの宗教は神に対する信仰なしに哲学的な救済の道を提供すると主張しているが、いくつかの宗派では神に対する信仰、魂の慰撫、その他の伝統的な要素が慣習として残存している。さらに、最も古い聖典集成であるパーリ語三蔵は実は神的存在、ヴェーダの(そしてその他の)神々、転生、天国と地獄といった観念を受け入れているように見える。初期仏教において神々の存在は往生するという目的を達成するのに必要とはみなされないが、彼らが存在することに疑問がさしはさまれることもない。

### ヒンドゥー教
ヒンドゥー哲学のアースティカ(正統派)の中でも、サーンキヤ学派や初期ミーマーンサー学派はそれぞれの教理体系において創造神を受け入れない。
サーンキヤ学派の主要な文献『サーンキヤカーリカー』は4世紀にイシュヴァラ・クリシュナが書いたもので、その頃までにサーンキヤ学派はヒンドゥー哲学の中で主導的な学派となっていた。この学派の起源は非常に古く、伝説的に語られるのみで詳細は不明である。この学派は二元論的かつ無神論的である。この学派はプラークリティ(自然、物質)とプルシャ(霊魂)の二者の存在を信じており、この体系の中にイシュヴァラ(神)の占める位置はなかった。そこで、イシュヴァラが存在すると証明できないためイシュヴァラの存在は受け入れられないと主張された。サーンキヤ学派は当時ヒンドゥー哲学を支配したが、10世紀以降衰退していった。今日では新しいもので16世紀頃までの彼らの書いた注釈書が残存している。
ミーマーンサー学派の基本的な文献はジャイミニ(紀元前3~1世紀頃)の書いた『プルヴァ・ミーマーンサー・スートラ』である。この学派は700年ごろにもっとも盛んとなり、中世に入ってもしばらくの間ヒンドゥー思想研究に半ば支配的な影響を及ぼした。ミーマーンサー学派では自分たちの研究の第一たるものはヴェーダに対する精密な解釈を土台としたダルマの本性の解明にあると考えられていた。その中心教理は儀礼主義、反禁欲主義、反神秘主義である。初期のミーマーンサー学派では「アドリシュタ」(見えないもの)はカルマ(働き)の結果であり、彼らの体系にイシュヴァラ(神)は必要ないと考えられていた。ミーマーンサー学派の主張は今日のヒンドゥー教のいくつかの学派でも支持されている。

### ジャイナ教
ジャイナ教徒は自分たちの宗教が不滅であると信じている。ジャイナ教の起源はインド・アーリヤ文化の開始する前、歴史時代以前、紀元前3000年以前にまで遡る。組織化されたものに限って言えば、ジャイナ教の起源は紀元前9世紀のパールシュヴァか、あるいはより信頼性の高い者として紀元前6世紀(ゴータマ・ブッダと同時代)の祖師マハーヴィーラまで遡る。ジャイナ教は、宇宙が物質と霊魂から成ると考える二元論的な宗教である。宇宙、そしてその中に存在する物質・霊魂は永遠で新たに作られることがない。また、ジャイナ教においては全能の創造神が存在しない。ただし、「神」やその他の霊的存在は宇宙に存在し、魂は「神格」に到達できるとジャイナ教では考えられている。しかし、こういった超自然的存在はいずれも何らかの創造的活動を行うこともないし祈りに対する返答に介在する能力も持たない。

### チャールヴァーカ
徹底して唯物論的・反宗教的なチャールヴァーカ学派は聖典『バールハスパティア・スートラ』(紀元前1世紀)とともにインドに現れた、宗教のくくりの中ではおそらくもっとも無神論的な学派である。この学派はマウリヤ朝期の一般的な懐疑論から分かれて生まれた。パーリ経典によれば、紀元前6世紀のアジタ・ケーサカンバリンが仏教徒と議論をして「身体が滅びるとともに、賢者も愚者も等しく滅する。彼らが死後も存在するということはない」といったことを既に説いている。
チャールヴァーカ哲学はこんにち主にアースティカや仏教徒といった論争相手の文献から知られる。チャールヴァーカの本来の目的はこの世界で富を得て幸福で生産的な生活を送ることである。ジャヤラーシ・バッタ(8世紀頃)の『タットヴォパプラヴァシンハ』は現存するチャールヴァーカの文献として参照されることがある。この学派は15世紀ごろに滅びたと考えられている。

### 仏教
至高神という観念にも第一動者という概念にも拘泥しないこと が仏教とほかの宗教との間の重要な相違だと多くの人が見なしている。仏教では超自然的な生きものがいることを否定しない(多くは仏典に説かれている)が、「神」が西洋にみられるような創造・救済・審判といった力を持つことはない。ただし、混交的な民間信仰においては力ある尊格に祈ることで、ある程度の功徳があるとは考えられている。
仏教では人間より高い境位にある生きものの存在が認められており(仏教の宇宙論を参照)、彼らは「天」（デーヴァ）と呼ばれているが、人間と同様に輪廻の中で苦しんでおり、人間より特別賢いわけでもない、と言われる。事実ブッダはしばしば神々の教師として描写され、彼らより優れていると考えられている。それにもかかわらず仏教では覚者への道の途上に智慧ある護法尊がいるとされる。
しかし後代の大乗仏教の文献では、ブッダ自身の菩提心（ボーディチッタ）あるいは法身（ダルマカーヤ＝「真理の当体」）である、永遠・普遍・全知・不垢・不生・不滅たる存在の基盤（ダルマダートゥ〔法界〕、衆生の境位であるサットヴァダートゥ〔衆生界・有情界〕に本来的につながっている）というものがあるという観念が、数多くの大乗経典においてブッダに由るものとされ、これは様々なタントラにも見出される。一部の大乗経典では、かかる原理は時として、たとえば法身普賢、 持金剛仏、大日如来、阿弥陀如来、本初仏といった、ひとつの根本的なブッダとして人格化された姿に示現するものと表現されている。

## 古典ギリシア・ローマ

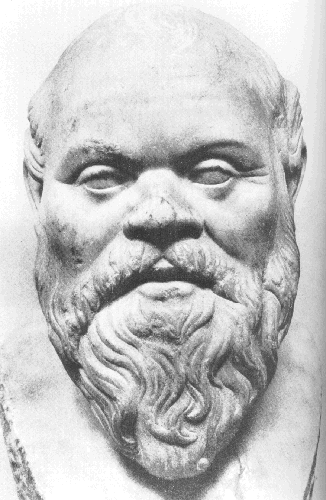
ソクラテス

西洋の古典古代では、有神論が国家(ポリス、後にはローマ帝国)の神権を支持する基本的な思想であった。歴史的に、国家が公認する神を信仰しない人は皆無神論者だという非難や死刑のいい的となってきた。社会的な理由から、紀元前399年にソクラテスは「atheos」(国家が認める神を受け入れることを否定している)との非難を受けた。このような非難に反して、彼は自分が神の声(ダイモーン)から霊感を受けていると主張していた。ローマ帝国時代のキリスト教徒も国家宗教を破壊するものとみなされ無神論者として迫害された。以上のように、無神論者だという非難は、宗教を破壊する者を指し、敵を排除するための政治的道具として、異端や不敬虔という非難と同義に用いられてきた。

### ソクラテス以前の哲学者
西洋哲学は紀元前6世紀のギリシア世界で始まった。最初の哲学者たちは無神論者ではなかったが、彼らは神話的説明を廃して自然の過程を語る言葉で世界を説明しようとした。そのため雷は「雲を割る風」の結果であり、地震は「地球が強く熱されたり冷やされたりしている」ときに起こると説明された。初期の哲学者たちはしばしば伝統的な宗教的観念を批判した。クセノファネス(紀元前6世紀)は、牛や馬に手があれば「馬は馬に似た姿の神を描き、牛は牛に似た姿の神を描いたであろう」といったことで有名である。他の哲学者では、アナクサゴラス(紀元前5世紀)が、太陽は「ペロポネソス半島より大きい火の塊」だと主張しているが、不敬虔だと謗りを受けてアテナイからの亡命を余儀なくされた。
完全に唯物論的な哲学を最初に構築したのはレウキッポス、デモクリトス(紀元前5世紀)といった原子論者たちである。彼らは世界の形成や発展を、無限に広がる世界の中での原子の偶然的な運動といった概念で説明しようとした。
エウリピデス(紀元前480年–紀元前406年)は悲劇『ベレロポーン』で、その名が劇の題名になっている主人公にこう言わせている:
「誰かが天上に神がいると言っているのか?
いない、いない。
昔の誤ったおとぎ話に乗せられてあなたを騙す者などいない。」
アリストファネス(紀元前448年頃–紀元前380年頃)は風刺詩で知られているが、『騎士』でこう述べている:
「社!社!よもやあなたは神など信じていないだろう。あなたは何を主張しているのか?あなたは何を根拠にしているのか?」

### ソフィスト
紀元前5世紀になるとソフィスト達がギリシア文化においてそれまで自明視されてきたことに対して疑問を投げかけはじめた。ケオスのプロディコスは「神とみなされてきたものは人間の生活に有用なものである」と考えたとされる。プロタゴラスは著書の冒頭で「神々に関して言えば、彼らが存在するとも存在しないとも言えない」と述べているという。
メロスのディアゴラス(紀元前5世紀)は「最初の無神論者」として知られる。彼はエレウシスの秘儀を公の場で行うことで冒涜し、人々にエレウシスの秘儀に参加する気をなくさせた。それより少し後(紀元前300年頃)に、キュレネ派の哲学者テオドロスは神の存在を否定し、著書『神について』でこの考えを展開したという。
エウヘメロス(紀元前330年頃–紀元前260年頃)は、神はせいぜい過去の神聖視された支配者、征服者、始祖にすぎず、本質的には神を信じる儀式や宗教は消え去った王国、つまり、以前の政治的構造、を継続させようという行為であるという考えを公にした。エウヘメロスは後に「神々を抹殺して世界中の人々に無神論を広めようとし」 たとして批判されたが、彼の世界観は厳密に理論的な意味では無神論ではなかった、というのは彼は原初神に関しては「永劫不滅である」として区別していたからである。ある歴史家の主張によれば、彼はアレクサンドロス3世（大王）のような政治的支配者が神聖視され始めるという状況下で古い宗教を復活させようとしたにすぎないという。エウヘメロスの著作はエンニウスによってラテン語に訳され、おそらくこれに影響されて神話学がスキピオ・アフリカヌスを神格化する道が開かれたとされている。

### エピクロス主義
エピクロス(紀元前300年頃)もまた無神論の歴史において重要である。デモクリトスら原子論者の思想を継承して、彼は唯物論的哲学を支持した。彼の唯物論的哲学では、神の干渉は必要なく、偶然の法則のみによって世界が支配されている。彼は神が存在すると述べたが、神は人間の存在に関心を持たないと考えていた。エピクロス主義の目的は、神の怒りを恐れることは非合理的であるということを暴き、心の平安を達成することであった。エピクロスの思想を最も感動的に表現したものとしてはルクレティウスの『事物の本性について』(紀元前1世紀)がある。ルクレティウスは「神は存在しない」と宣言した。エピクロス主義者は死後の世界の存在も否定した。エピクロス主義者は迫害されることはなかったが、彼らの教説は論争を引き起こし、ストア派やネオプラトニズムと言った主流派の学派から厳しく攻撃された。エピクロス派の流れは細々と存続し、ローマ帝国の終焉とともに徐々に滅びて行った。

### その他
キケロー(紀元前106年–紀元前43年)はこう述べている:
「神の本性を問題にするうえで最初の疑問は神が存在するか否かである。神の存在を否定するのは難しいと君は言うだろう。我々が公の集まりの場で議論している時について言っているならば私もそれに同意する。しかしこの種の問題を論じる私的な会合の場合には、神が存在しないと述べるのは全くもってたやすいことである。」

## 古代レヴァント地方
無神論の概念は見たところ古代ユダヤ人にも知られていて聖書の著者たちには否定的に評価されていたと考えている者もいる。『詩編』14:1–3には「愚か者たちは心の内で「神は存在しない」と述べる。彼らは 堕落しており、彼らの行いは不道徳である。彼らの中に善行を為せるものなどいない」とある。しかし、旧約聖書の中にはそもそも「神」という言葉が存在しない。適切な解釈は「ヤハウェは存在しない」であろう。ヤハウェはヘブライ人の神に対する呼称である。無神論は厳密には当時のこの地域の人々に知られていたとは言えない。つまり詩編に言われる愚か者はヤハウェの存在を否定しバアルのような別の神を信仰していたのであろう。

## 中世
中世のイスラーム教では、学者たちは無神論と言う思想の存在を認識しており、しばしば不信心者を攻撃していたが、彼らは無神論者を指す呼称を持たなかった。誰かが無神論者だという謗りを受ける際、実際にはその人はたいてい無神論の支持者というよりむしろ異端者とみなされていた。注目すべき人物として9世紀の学者イブン・アル-ラワンディがいる。彼はムハンマドのものも含んで宗教的な預言の概念を批判した。そして、宗教の教義は理性的に受け入れられないし拒否されなければいけないと主張した。イスラーム世界で宗教を批判した者としては他に自然哲学者のアル・ラーズィー(865年–925年)や詩人のアル・マアッリー(973年–1057年)がいる。
中世ヨーロッパでは、無神論が明確に主張された例は見当たらない。13世紀後半に書かれたアイスランド・サガの一つの題名にもなっている登場人物フラヴンケルが「神を信じるのは馬鹿げてると思う」と言っている。物語の中でフレイを祀る彼の寺院が焼失したのちに彼は奴隷になり、ブロット、つまりサガに「goðlauss」(不信心者、英語のgodlessに相当)として描かれる立場にたつことは決してないと誓った。ヤーコプ・グリムは『Deutsche Mythologie』で以下の考察を述べている。

注目すべきことにノルド人の古い伝説では時々、全くの不快感と疑いから異教の信仰を心から振り払って自らの強さと美点だけを恃みとするような人物についての言及がなされる。例えば『Sôlar lioð』(太陽の歌、17)にはVêbogiとRâdeyが「â sik þau trûðu」つまり「自らを恃みとして」いたとある。
『二人の王』などのいくつかの他の例も参照のこと。
キリスト教ヨーロッパでは、特に異端審問が盛んな地域では、人々は異端者として迫害された。しかしトマス・アクィナスの神の存在の五大証明やアンセルムスの存在論的証明は暗黙に神の存在を問うことの正当性を認めている。無神論者だという非難は政治的・宗教的敵対者を攻撃する道具として使われた。教皇ボニファティウス8世は教会の政治的優越性を主張したために、「魂の不死性も不朽性も信じておらず、来るべき生命も信じていない」というように無神論的立場をとっていたとして死後に敵対者から非難された(実際に彼が無神論者だったということはありそうもない)。

## ルネサンスと宗教改革
ルネサンスと宗教改革の時期には、キリスト教が優勢な国々でも宗教組織に対する批判が頻繁になされるようになったが、これ自体は無神論だということにはならない。
「athéisme」という言葉は16世紀にフランスで作られた言葉である。「atheist」という言葉が英語の書物に現れるのは少なくとも1566年に遡る。
無神論の概念は、この時期には初め宗教改革や啓蒙時代の理性的・宗教的騒乱に対する反応として再興した。論争において自分以外の人が推す立場に神の否定や不信心を見て取った人々がその相手を非難する際に用いたのである。16-17世紀には「無神論者」という言葉は侮辱目的にのみ使われた。それゆえ、当時は誰も無神論者とみなされることを望まなかった。テオフラストゥス・レディヴィヴスの名で知られる明らかに無神論的な概説書が17世紀に匿名の人物によって発表されたが、無神論は道徳律の欠如を示す形容辞であり続けた。当時無神論者だと非難されることがいかに危険なことであったかを示す例として、1546年に絞首の後焚刑に処されたエティエンヌ・ドレ、1619年に同様の最期を迎えたジュリオ・チェーザレ・ヴァニーニがいる。伝えられるところによると哲学論文『神が存在しないことについて』(ラテン語: De non existentia Dei)で神の存在を否定しているポーランドの貴族カジミェシュ・ウィシュチンスキは1689年にワルシャワで死刑宣告を受け、焼けた鉄で舌を引っこ抜かれて手もゆっくりと焼かれ、最終的に斬首された。1766年にも同様に、フランスの貴族ジャン＝フランソワ・ド・ラ・バールがキリスト磔刑像に対して狼藉を働いた廉で拷問を受け、斬首され、胴体を焼かれている。最後の例はヴォルテールが判決を覆そうとし(たが失敗し)たことで有名である。
こういった無神論だという非難を受けた人々の中でも、啓蒙時代の最も傑出した哲学者であり、『百科全書』の主たる編集者のドゥニ・ディドロは宗教的なドグマ、特にカトリックのドグマに対して挑戦している。彼は「理性の哲学者に対する関係は恩寵のキリスト教徒に対する関係と同じである」と書いている。「恩寵がキリスト教徒の行動を規定する;理性が哲学者の行動を規定する。」 ディドロはこういった発言のために一時収監され、著作のうち幾分かは禁書とされ焚書された。
イギリスの唯物論哲学者トマス・ホッブス(1588年–1679年)も無神論者だと告発されたが、彼はそれを否定した。彼の神論は特殊なもので、神を物質的な存在として捉えるというものであった。彼に先んじて、イギリスの劇作家・詩人のクリストファー・マーロウ(1563年–1593年)が、自宅からキリストの神性を否定する小冊子を見つけられて無神論者として告発された。彼はその告発に対して自分を弁護し終える前に殺されたが、この殺されたことは宗教的な問題とは関係のないことであった。

## 啓蒙時代
1770年代までに、キリスト教が優勢ないくつかの国において、無神論が否定を要求する危険な告発に遭うことはなくなっていき、公然と認められる立場へと発展していった。古典時代以来初めて公然と神の存在が否定され無神論が認められたのはポール＝アンリ・ティリ・ドルバック(1723年–1789年)の1770年に書かれた著作『自然の体系』でのことである。ドルバックはパリの社会的な人物で、ドゥニ・ディドロ、ジャン＝ジャック・ルソー、デイヴィッド・ヒューム、アダム・スミス、ベンジャミン・フランクリンといった当時の知的な著名人が広く訪れる有名なサロンを開いていた。それにもかかわらず、彼の著作は偽名で出版され、公には禁書とされ焚書された。
理性の祭典は一種の宗教であり、ジャック・ルネ・エベールやピエール・ガスパール・ショーメット、彼らの支持者たちがフランス革命期に考案した無神論をもとにしている。理性の祭典は理神論者のマクシミリアン・ロベスピエールによって止めさせられた。彼は最高存在の祭典を挙行した。どちらの祭典も革命期フランスの脱キリスト教化の産物であり、恐怖政治の一翼を担っていた。

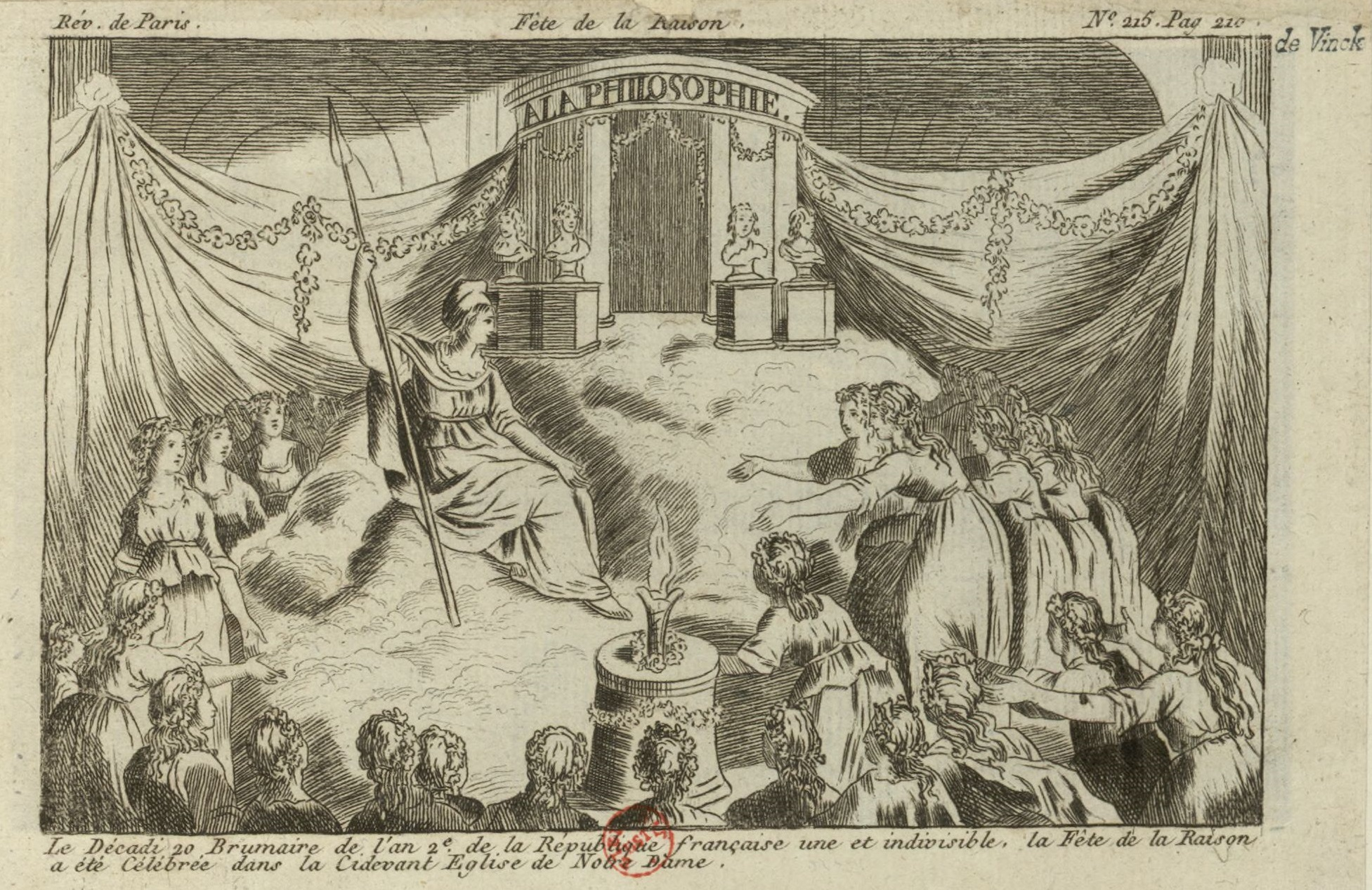
Fête de la Raison (理性の祭典)、ノートルダム、1793年ブリュメール20日

「理性の祭典」ははっきりとは分からないがおそらく1792-94年(第一革命~第三革命期)に発展し、その後九月虐殺が起こった。その頃の革命政府は内憂外患に苛まれていた。パリのいくつかの教会、例えばル・マレー地区のサン・パウル教会やサン・ルイ教会は理性崇拝の寺院へと宗旨替えをさせられた。1793年5月には教会が閉鎖され、11月24日はカトリックのミサが禁止された。

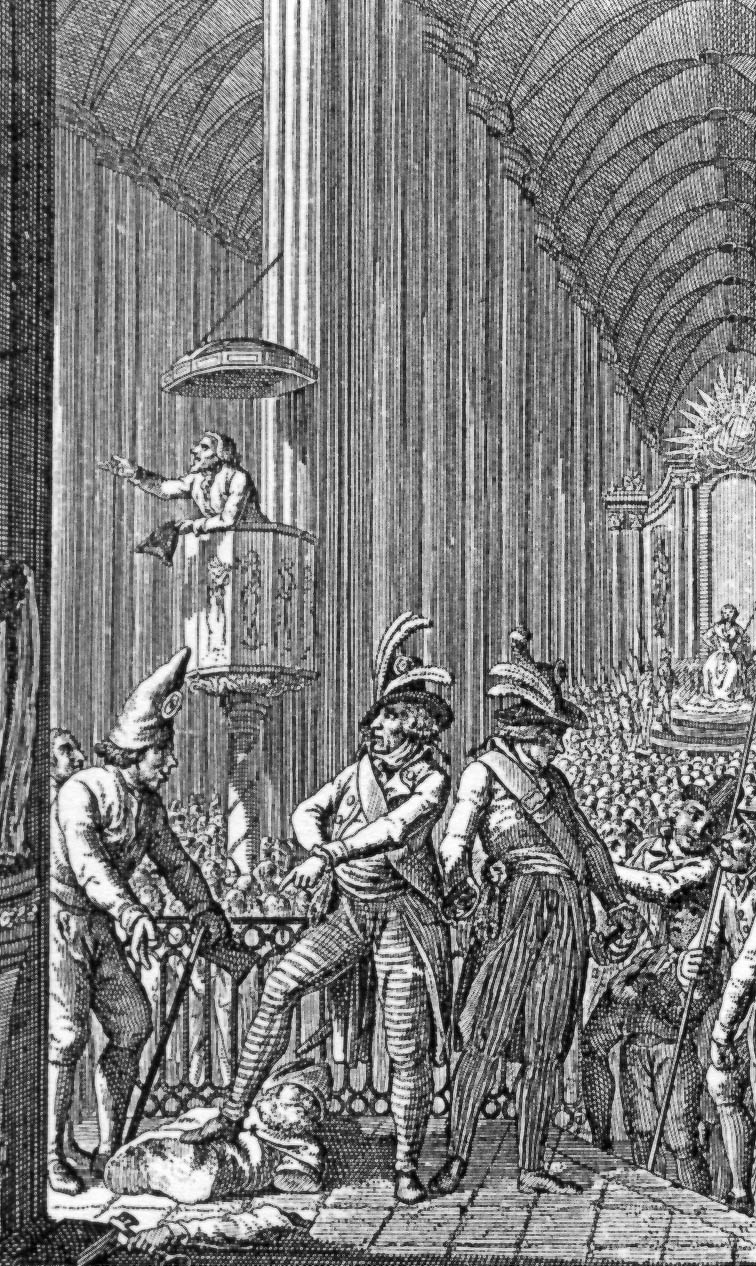
ストラスブールのノートルダム寺院は理性信仰の宗教施設になった

理性の祭典は謝肉祭のパレードの一環として行われ、教会があさり回られ、イコノクラスムが行われ、その中で宗教や王室を表すものが削り取られた。また、キリスト教の殉教者を「革命の殉教者」に挿げ替える儀式も行われた。これらの儀式の初期の実演はパリの外の「アン・プロヴァンス」で、特にエベール主義者たちによって行われたが、さらに過激なものとして「Fête de la Liberté」(自由の祝祭)がノートルダム大聖堂で1793年11月10日(ブリュメール20日)に行われた。この祝祭はピエール・ガスパール・ショーメットによって考案・計画されたものであった。自由の祭典は理性の女神と言う形で戯画化された若い女性を中心に据えていた。
『プリーストリー博士の哲学的不信心者への手紙にたいする回答』(1782年)という小冊子はイギリスで最初に刊行された無神論宣言とされる(密かかつ曖昧に無神論者の著作と区別されてイングランドで最初のものだとまことしやかに語られる)。他にはよく知られていない人物「ウィリアム・ハモン」(おそらく偽名)がこの著作に編集者として前書き・後書きに署名しており、匿名の本文はリヴァプールの自然哲学者でプリーストリーの知己のマシュー・ターナー(d. 1788?)によるものとされている。無神論史家のデイヴィッド・バーマンがターナーの著作であるという説を強く推しているのだが、彼は他に著者と考えられる人物を二人挙げてもいる。

## 近現代の無神論

### 19世紀
1789年のフランス革命によっていくつかの西洋の国々で無神論思想が一気に社会的知名度を増し、19世紀の合理主義、自由思想、リベラリズムへの道が開かれた。1792年に生まれたロマン主義詩人パーシー・ビッシュ・シェリーは啓蒙時代の申し子であり、1811年に彼がタイトルをつけた匿名の小冊子『無神論の必要』(英語: The Necessity of Atheism)を学部長に提出したことでイングランドのオックスフォード大学を放校された。この小冊子は最初に英語で発表された無神論思想であると研究者たちは考えている。ドイツで初期に無神論の発展に影響を及ぼしたものとしてはルートヴィヒ・フォイエルバッハ(1804年–1872年)の『キリスト教の本質』がある。フォイエルバッハはカール・マルクス、マックス・シュティルナー、アルトゥール・ショーペンハウアー(1788年–1860年)、フリードリヒ・ニーチェ(1844年–1900年)といった19世紀の他の無神論的思想家に影響を及ぼした。
自由思想家チャールズ・ブラッドラフ(1833年–1891年)は何度もイギリス議会に選出されたが、宗教的宣誓をするよりも自身の信条を告白したいという要求を露わにし、取り下げられて以降は議席を得ることはなかった(彼はそれ以前に宣誓を行うことを申し出たが、これも否定された)。ブラッドラフが四度目に再選されたとき、新議長が彼に宣誓を行わせ、反論を許さなかった。彼は議席を持っている中で最初に信条をあけっぴろげに述べた無神論者となり、Oaths Act 1888の修正に参加した。

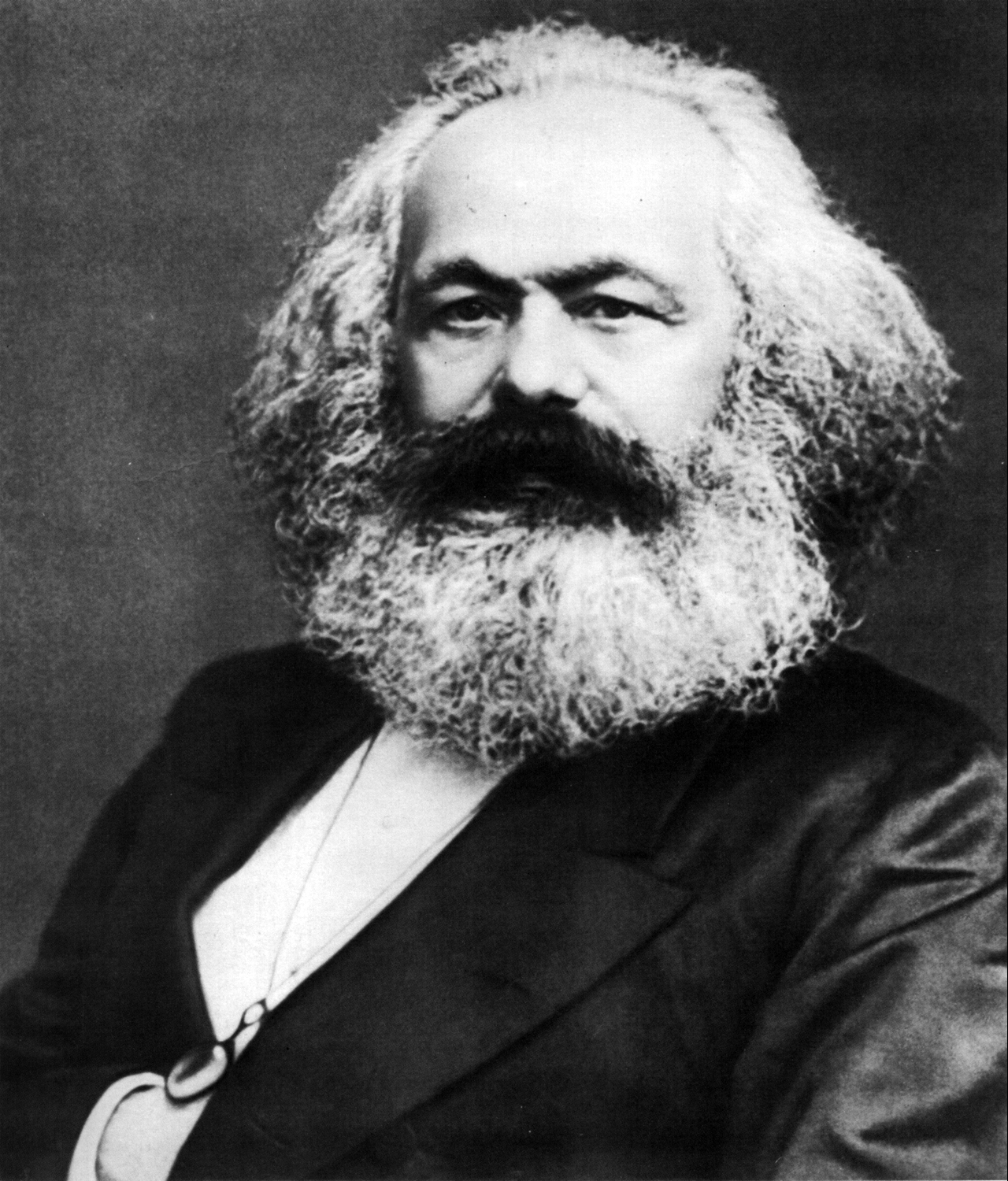
カール・マルクス

1844年には無神論的な政治経済学者カール・マルクス(1818年–1883年)が『ヘーゲル法哲学批判序説』で「宗教による苦境は一挙にそして同時に真の苦境と真の苦境に対する抵抗の表現である。宗教は抑圧された者たちの嘆息であり、心なき世界の心であり、魂無き状況の魂である。それは人々の阿片である」と書いている。人間は実際の社会的状況に由来する苦痛を和らげるために宗教に向かうのだとマルクスは信じていた。つまり、宗教は夢の世界を創りだすことで社会の中で起こる物理的状態-つまり階級差別による苦しみ-を超越し、宗教の信者に死後の世界での安寧と正義を期待させる一方でこの世界での社会的制裁と搾取を受け入れさせるとする試みであるとマルクスは主張したのである。同著の中で、マルクスは「（...）人間が宗教を作ったのだ、宗教が人間を作ったのではない（...）」と述べている。

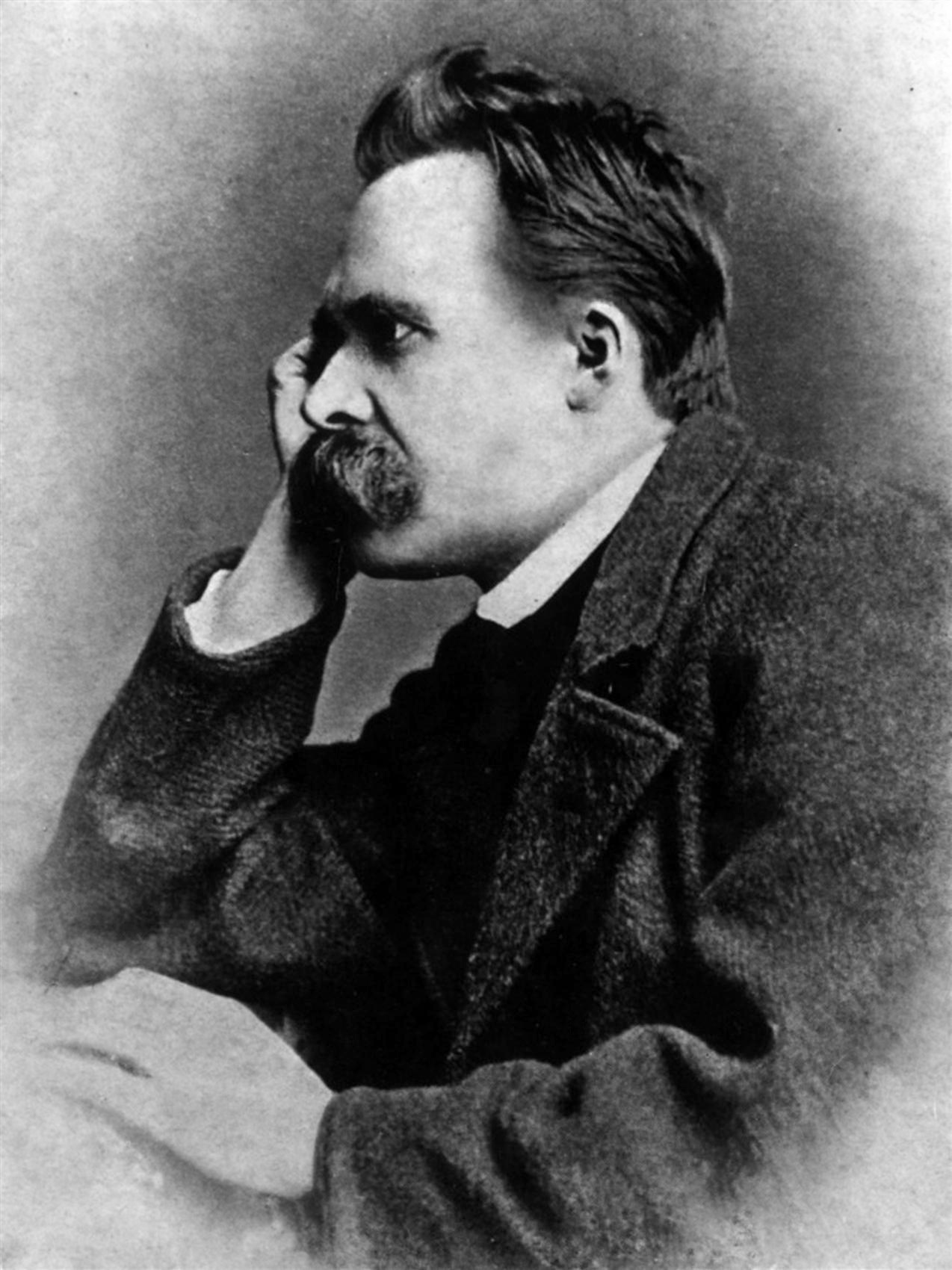
フリードリヒ・ニーチェ

19世紀の卓越した哲学者フリードリヒ・ニーチェは「神は死んだ」(ドイツ語: Gott ist tot)という格言を残したことで知られる。ところでこのフレーズはニーチェが直接述べたものではないが、彼の著作の登場人物たちの対話の中で使われたものである。信仰体系としてのキリスト教という一神教は西洋世界で続いてきた倫理的体系であり、近代的思考によってこの体系を否定し破壊すること(「神の死」)は自動的にニヒリズムつまり価値観の喪失を導くであろうとニーチェは主張している。ニーチェは無神論に忠実であったが、彼は人類に対するニヒリズムの負の効果についても考察していた。そのため、彼は古代の価値観の再評価を必要とし、また一方で新しい価値観を作り上げ、そうすることで人間が超人というより高い段階へ到達することを望んだ。

### 20世紀
20世紀の無神論は実存主義、客観主義、世俗的ヒューマニズム、ニヒリズム、論理実証主義、マルクス主義、アナーキズム、フェミニズム、一般科学・合理主義運動といった西洋思想に含まれる幅広い哲学に認められる。新実証主義と分析哲学は古典的な合理主義・形而上学を廃して厳密な経験主義と認識論的唯名論を選んだ。バートランド・ラッセルのような唱道者は神を信じることを断固として拒絶した。ルートヴィヒ・ヴィトゲンシュタインは初期の著作で形而上学的・超自然的な言葉を理性的な談話から引き離そうとした。ヘンリー・ルイス・メンケンは、科学と宗教は両立できるという思想と、科学は宗教と全く同様に教条的な信仰体系であるという考えの両方の間違いを暴こうと試みた。
アルフレッド・エイヤーは、自身が経験主義を支持していることを参照して、宗教的言明の証明不可能性・無意味性を主張した。クロード・レヴィ＝ストロースの構造主義は、宗教的言語を人間の潜在意識に由来するものだとみなし、その超越的な意味を否定した。ジョン・ニーメイヤー・フィンドレイとジョン・ジェイミーソン・カーズウェル・スマートは、神の存在は論理的に不必要だと主張した。ジョン・デューイのような自然主義者や唯物論者は自然世界を全ての基礎とみなし、不死なる神の存在を否定した。
20世紀にはマルクス・エンゲルスの著作の解釈により拍車がかかって、無神論の政治的進歩も起こった。無神論に対する国家の支持と宗教組織に対する国家の拒絶が(中華人民共和国やかつてのソ連を含む)全ての共産主義国家の政策となった。代表的と言えるのが、中華人民共和国の批林批孔運動やソ連のロシア正教会に対する弾圧である。理論的にも実践的にもこれらの国は世俗的であった。宗教組織を政治的・社会的に排斥する根拠は一方では宗教的信仰の「非合理性」に求められ、他方では教会と大衆との関係の「寄生的」性質にあるとされた。教会は時には許容されることもあったが、厳しい制裁下に置かれた。教会職員は国家に取り調べられ、教会の行事に参加することはその人のキャリアの傷となりかねなかった。非常にしばしば、国家による宗教の廃絶は暴力的な形態をとった。アレクサンドル・ソルジェニーツィンは影響力の強い著書『収容所群島』で宗教の信者に対する広範な迫害、投獄、拷問を報告している。結果的に、カトリック教会などの諸宗教組織は共産主義体制に対する最も厳格な反対者となった。いくつかの例では、共産主義国家における宗教活動に対する厳格な統制政策は徐々に緩やかになった。一方、エンヴェル・ホッジャ政権下のアルバニアは1967年に最初の(そして今日でも唯一の)無神論国家を宣言した国となった。アルバニアでは他の共産主義国家にも見られないレベルで徹底した宗教儀式の禁止が敢行され、宗教の信者が体系的に抑圧・迫害された。信教の自由は1991年に共産主義体制が崩壊してから回復した。
インドでは、著名な無神論指導者エロデ・ヴェンカタ・ラマサミー(ペリヤル)が、カーストおよび宗教の名の下に人々を分離・差別しているとして、ヒンドゥー教とバラモンに対する闘争を行った。1956年に彼がヒンドゥー教の神ラーマにガーランド製のスリッパを着せ、反神論声明を出した際にこの運動は頂点に達した。
冷戦期に、アメリカ合衆国がしばしば敵を「不信心な共産主義者」というように特徴づけた。これは、無神論者が信用が置けない売国奴だという考えを強化するものであった。この背景には、1954年に「神の下に」という言葉が忠誠の誓いに挿入され、1956年に国のモットーがE Pluribus Unum(多数から一つへ)からIn God We Trust(我ら神を信ず)へ変わったことがある。マデリン・マーレイ・オヘアはおそらくもっとも影響力の強いアメリカの無神論者の一人である。彼女は1963年に大審院に「Murray v. Curlett」を申し立て、公教育における祈りの強制の撤廃を訴えた。

### 21世紀

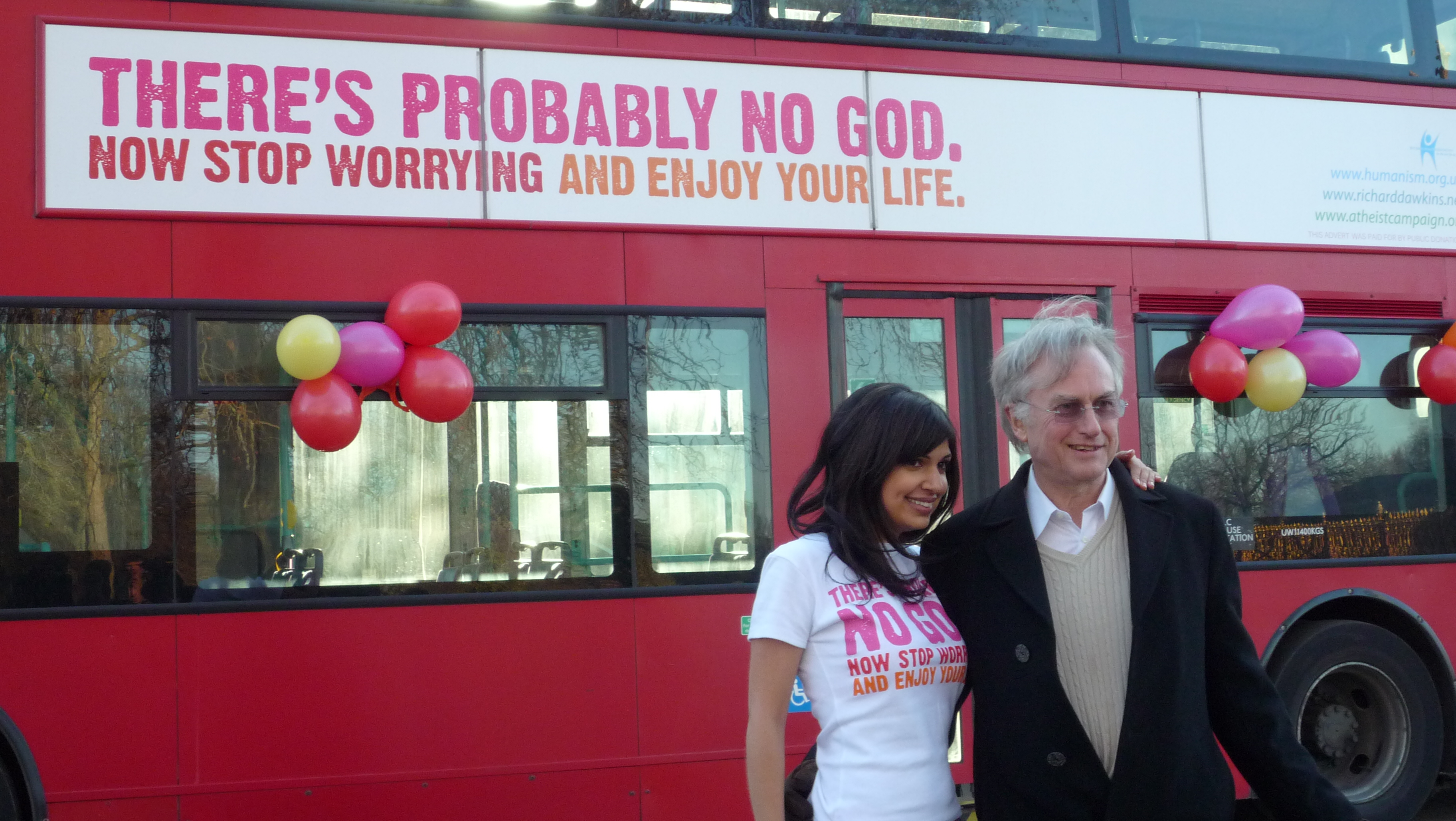
無神論者バスキャンペーンの発車式に参加するリチャード・ドーキンスと:en:Ariane Sherine。

21世紀初期には、西洋世界において特定の信仰を持たない人が増加しているという一般的合意とともに、世俗主義と無神論が引き続き推し進められた。このことは、アメリカ合衆国で政教分離を推し進めているen:Freedom From Religion Foundation や自然主義的世界観に対する大衆の理解と受容を推し進めることを目的とするブライト運動といった非営利団体の活動に支えられている。さらに、サム・ハリス、リチャード・ドーキンス、ダニエル・デネット、クリストファー・ヒッチンス、ヴィクター・ジョン・ステンガーといった反神論者や世俗主義者の著書が大量に公刊され、その多くがベストセラーとなっている。この時代は新無神論運動が興隆した時期である。新無神論とは有神論に対する批判を公言する人々に対して(、時には軽蔑的に)使用される言葉である。リチャード・ドーキンスもより可視的な形での無神論の活動を定義している。彼はそれを気楽な態度で「戦闘的無神論」と呼んでいる。